# Kodeks Watykański 2061
Kodeks Watykański 2061, łac. Codex Vaticanus 2061 – grecki kodeks uncjalny na pergaminie. Jest palimpsestem, którego najstarsza partia datowana jest paleograficznie na V wiek, najmłodsza zaś na X wiek. Zawiera pewne partie Nowego Testamentu, Homilie Grzegorza z Nyssy, Geographica Strabona, oraz inne dzieła literackie. Zawiera w sumie siedem dzieł literackich. Dawniej był znany jako Codex Basilianus 100, a jeszcze wcześniej jako Codex Patriniensis.

## Palimpsest
Kodeks jest palimpsestem, w niektórych partiach podwójnie nadpisanym. Górny i zarazem najmłodszy tekst rękopisu stanowią Homilie Grzegorza z Nazjanzu z X wieku. Kodeks w dzisiejszej postaci stanowi 316 pergaminowych kart. Rozmiary kart wynoszą 23,5 na 22 cm.
Karty o numerach 254–292 zawierają tekst ewangeliarza datowanego na VII/VIII wiek, pisany uncjałą, jedna kolumna na stronę, 14 linii na stronę. Bernard de Montfaucon i Angelo Mai widzieli rękopis i sporządzili krótkie jego opisy. Pierre Batiffol jako pierwszy zbadał go dokładnie; Batiffol oznaczył go literą A. Gregory umieścił go na swojej liście rękopisów Nowego Testamentu, w grupie lekcjonarzy, pod numerem ℓ 559b. Obecnie klasyfikowany jest pod numerem ℓ 2321 na liście Gregory-Aland.
Karty 164, 169, 174, 175, 209, 214, 217 zawierają tekst ewangeliarza z VIII/IX wieku, tekst sporządzony został kwadratową uncjałą, pisany w dwóch kolumnach, 21 linii na stronie, rozmiary kart 28,5 na 22 cm; Batiffol oznaczył go literą B. C.R. Gregory umieścił go pod numerem ℓ 559 na liście lekcjonarzy Nowego Testamentu. Obecnie klasyfikowany jest pod numerem ℓ 559 na liście lekcjonarzy Gregory-Aland. Gregory datował go na VIII wiek.
Karty 138–163, 165–168, 170, 173, 176–178, 203–208, 210–213, 215–220, 223–226, 228, 231–233 zawierają tekst Homilii z IX wieku, rozmiary kart 25,5 na 17 cm, pisany skośną uncjałą, w dwóch kolumnach na stronie, 27 linii na stronie; Batiffol oznaczył go literą C.
Karty 234, 236, 238, 239, 241, 243, 245, zawierają tekst Homilii (nieznanego autorstwa), VI wiek, pisany kwadratową uncjałą, rozmiary kart 19,3 na 18,5 cm, tekst pisany w dwóch kolumnach, 22 linii na stronie; Batiffol oznaczył go literą D.
Karty 235, 237, 240, 243, 244, 246–249, 251–253, 310–315, zawierają tekst dzieła Geographica Strabona, VI wiek, pisany skośną uncjałą, rozmiary kart 20,5 na 20,3, tekst pisany w trzech kolumnach, 38 linii na stronie. Tekst został opublikowany przez Giuseppe Cozza-Luzi w 1884; Batiffol oznaczył go literą E.
Karty 198, 199, 221, 222, 229, 230, 293–303, 305–308, zawierają tekst Dziejów, Listów powszechnych i Listów Pawła; oznaczane są przez siglum 048 na liście rękopisów Nowego Testamentu Gregory-Aland; Batiffol oznaczył go literą F. Tekst biblijny nadpisany został podwójnie, w rezultacie jest bardzo trudny do odczytania. Paleografowie – Batiffol, Scrivener, Gregory, Aland – zgodnie datują go na V wiek.

## Opis 048
Najstarszą partię palimpsestu stanowi 048 (Gregory-Aland; α 1 von Soden). Zachowało się 21 pergaminowych kart (30 na 27 cm), z tekstem Dziejów, Listów powszechnych i Listów Pawła. Tekst pisany jest w trzech kolumnach na stronie, 40–41 linijek w kolumnie. Nie stosuje przydechów ani akcentów, brak dierezy, często stosowanej w innych rękopisach. Brak Aparatu Eutaliusza.
Jest podwójnym palimpsestem, tekst biblijny został dwukrotnie nadpisany i dlatego jest trudny do odczytania. Jest zaledwie jednym z trzech rękopisów uncjalnych NT pisanych w trzech kolumnach. Pozostałe to: Kodeks Watykański i Kodeks 053, ponadto minuskuł 460.
Tekst 048 zawarty jest na kartach 198–199, 221–222, 229–230, 293–303, 305–308 kodeksu Vaticanus Graecus 2061. Rozmiar kart wynosi 30 na 27 cm.
Zachowały się następujące partie tekstu (według Nestle-Aland 26 wydanie):
Dzieje 26:6–27:4, 28:3–31; Jakub 4:14–5:20; 1 Piotra 1:1–12; 2 Piotra 2:4–8, 2:13–3:15; 1 Jana 4:6–5:13, 5:17–18, 5:21; 2 Jana; 3 Jana; Rzymian 13:4–15:9; 1 Koryntian 2:1–3:11, 3:22, 4:4–6, 5:5–11, 6:3–11, 12:23–15:17, 15:20–27; 2 Koryntian 4:7–6:8, 8:9–18, 8:21–10:6; Efezjan 5:8–do końca; Filipian 1:8–23, 2:1–4, 2:6–8; Kolosan 1:2–2:8, 2:11–14, 22–23, 3:7–8, 3:12–4:18; 1 Tesaloniczan 1:1, 5–6, 1 Tymoteusza 5:6–6:17, 6:20–21, 2 Tymoteusza 1:4–6, 1:8, 2:2–25; Tytusa 3:13–do końca; Filemona; Hebrajczyków 11:32–13:4.
Inne źródła podają nieco inne dane, ponieważ niektóre partie rękopisu są nieczytelne (Batiffol, a za nim Gregory, dla folio 221 kodeksu przypisał tekst Dziejów 26:4–27:10).
Aktualna kolejność ksiąg: Dzieje Apostolskie, Listy powszechne, Listy Pawła (List do Hebrajczyków za Listem do Filemona); jednak oryginalna kolejność mogła być inna. Tytuły biblijnych ksiąg są krótkie, n.p.: Προς Θεσσαλονικεις α, Ιωαννου β.
Tekst pisany jest w trzech kolumnach na stronie, 40–41 linii na stronie, 12–15 liter w linii. Litery mają kształt kwadratowy i okrągły. Inicjały są niewiele większe od normalnych liter i nie są pisane na marginesie przed kolumną. Nie stosuje przydechów ani akcentów, nie stosuje dierezy, nad literami ι i υ, która jest często stosowana w innych rękopisach. Nie posiada Aparatu Eutaliusza i jest to argument na rzecz wczesnego datowania rękopisu. Jedynie w niektórych miejscach zawiera na marginesie noty liturgiczne. Na marginesie do Rzymian 15:1 znajduje się nota Κ Ζ ΜΕΤΑ Τ Π, co znaczy „Siódma niedziela po Pięćdziesiątnicy”. W bizantyjskim Synaxarion partia tekstu Rzymian 15:1–7 czytana jest w tę właśnie niedzielę.
Rękopis jest jednym z bardzo nielicznych i zaledwie trzech rękopisów uncjalnych Nowego Testamentu pisanych w trzech kolumnach na stronę. Innymi rękopisami pisanymi w ten sposób są: Kodeks Watykański, Kodeks 053, ponadto trylingwiczny rękopis minuskułowy 460. Kodeks zachował się do dziś w stanie fragmentarycznym, źle zachowany.
Nomina sacra pisane są skrótami (ΘΣ, ΙΣ, ΧΣ, ΠΝΑ etc.). Słowa pisane na końcu linii również bywają skracane.

## Tekst 048
Grecki tekst kodeksu przekazuje tekst aleksandryjski, z obcymi naleciałościami. Kurt Aland zaklasyfikował go do Kategorii II. Tekst jest bliski dla Kodeksu Aleksandryjskiego. Partia 1 Tymoteusza do Filemona przekazuje tekst zachodni.
W Dziejach 26:6 przekazuje εις (do) zamiast προς (do, ku).
W Dziejach 26:14 przekazuje λεγουσαν προς με zamiast λαλουσαν προς με.
W Dziejach 26:15 przekazuje Ιησους ο Ναζωραιος zamiast Ιησους; wariant kodeksu wspierany jest przez rękopisy minuskuł 6, 104, 614, 1175, Codex Gigas, niektóre rękopisy Wulgaty, syrp, h.
W Dziejach 26:28 przekazuje ποιησαι zamiast γενεσθαι; wariant wspierany jest przez {\displaystyle {\mathfrak {P}}^{74}}, Sinaiticus, Alexandrinus, Vaticanus, 33, 81, 1175 i inne rękopisy.
W Dziejach 28:14 przekazuje παρ' zamiast επ'.
W Dziejach 28:16 przekazuje επετραπη τω Παυλω; większość rękopisów przekazuje dłuższą lekcję ο εκατονταρχος παρεδωκεν τους δεσμιους τω στρατοπεδαρχω, το δε Παυλω επετραπη.
W Dziejach 28:23 przekazuje ηλθον zamiast ηκον.
W Dziejach 28:29 brak całego wiersza και ταυτα αυτου ειποντος απηλθον οι Ιουδαιοι πολλην εχοντης εν εαυτοις συζητησιν (A gdy to powiedział, odeszli Żydzi, wiodąc z sobą zacięty spór); wiersza nie zawierają: {\displaystyle {\mathfrak {P}}^{74},} Sinaiticus, Alexandrinus, Vaticanus, Kodeks Laudiański, Codex Athous Lavrensis, 33, 81, 1175, 1739, 2464.
W Rzymian 13:9 zawiera dodatkową frazę ου ψευδομαρτυρησεις, ten sam wariant mają również א (P), 81, 104, 365, 1506, a, b, vgcl (syrh), copbo.
W Rzymian 14:3 przekazuje ο δε zgodnie z aleksandryjskimi rękopisami, większość rękopisów ma και ο.
W Rzymian 14:4 przekazuje θεος zgodnie z bizantyjskimi rękopisami; rękopisy aleksandryjskie (א, A, B, C, P, Ψ) przekazują κυριος.
W Rzymian 14:10 przekazuje Χριστου zgodnie z Ψ, 0209, bizantyjskimi rękopisami; aleksandryjskie i zachodnie rękopisy (א, A, B, C, D, F, G, 630, 1506, 1739) przekazują wariant θεου.
W Rzymian 14:21 brak frazy charakterystycznej dla tekstu bizantyjskiego η σκανδαλιζεται η ασθενει.
W Rzymian 15:2 przekazuje υμων zamiast ημων.
W Rzymian 15:4 wspiera bizantyjski wariant προεγραφη, rękopisy aleksandryjskie i zachodnie mają εγραφη.
W Rzymian 15:5 przekazuje Ιησουν Χριστον; B, D, G, Ψ, oraz większość rękopisów przekazuje Χριστον Ιησουν.
W Rzymian 15:7 przekazuje και ο Χριστος προσελαβετο ημας εις δοξαν του θεου zamiast και ο Χριστος προσελαβετο υμας εις δοξαν του θεου; wariant wspierany jest przez Codex Vaticanus, Codex Claromontanus, Codex Porphyrianus, 104, 614, 629, 1506, copsa.
W Rzymian 15:8 przekazuje γεγενησθαι zgodnie z rękopisami Sinaiticus, Alexandrinus i bizantyjskimi rękopisami; B, C, D, F, G, Ψ, 630, 1739, 1881 read γενεσθαι.
W 1 Koryntian 3:4 przekazuje ουκ ανθρωποι, zgodnie z rękopisami {\displaystyle {\mathfrak {P}}^{46}}, Sinaiticus, Alexandrinus, Vaticanus, Ephraemi, 33, 81, 1175, 1506, 1739, 1881; Sinaiticus² Ψ, i bizantyjskie rękopisy przekazują ουχι σαρκικοι; D, F, G, 629 read ουχι ανθρωποι.
W 1 Koryntian 15:7 przekazuje επειτα for ειτα, wariant wspierany jest przez {\displaystyle {\mathfrak {P}}^{46},} Sinaiticus, Alexandrinus, F, G, K, 0243, 33, 81, 614, 630, 1175, 1739, 1881.
W 2 Koryntian 12:4 przekazuje λεγω (ja mówię) zamiast λεγωμεν (wy mówicie), wariant rękopisu wspierają {\displaystyle {\mathfrak {P}}^{46},} Ephraemi, Claromontanus, F, G.

## Historia
Scrivener i Gregory datowali rękopis na V wiek.
Pierwotnie przechowywany był w Rossano, w Kalabrii. W końcu XVII wieku przekazany został do Watykanu, gdzie wkrótce zapomniano o nim. Ponownie został odkryty w 1887 przez Pierre’a Batiffola.
Kodeks przechowywany jest dziś w Bibliotece Watykańskiej (Gr. 2061).
Rękopis badali Bernard de Montfaucon, Vitaliano Donati dla Giuseppe Bianchiniego, Angelo Mai i Pierre Batiffol.
Gregory ocenił, że jest to ważny palimpsest Nowego Testamentu. Rękopis cytowany jest w krytycznych wydaniach tekstu Novum Testamentum Graece Nestle-Aland (27 wydanie).